# كحلاء قلبية الأوراق
الكحلاء قلبية الأوراق نوع نباتي يتبع جنس الكحلاء من الفصيلة الحمحمية.

## البيئة والانتشار
موطنها تركيا.